# Сохачев (гміна)
Гміна Сохачев (пол. Gmina Sochaczew) — сільська гміна у центральній Польщі. Належить до Сохачевського повіту Мазовецького воєводства.
Станом на 31 грудня 2011 у гміні проживало 9817 осіб.

## Площа
Згідно з даними за 2007 рік площа гміни становила 91.41 км², у тому числі:
- орні землі: 81.00%
- ліси: 3.00%

Таким чином, площа гміни становить 12.50% площі повіту.

## Населення
Станом на 31 грудня 2011:
| Опис     | Загалом | Загалом | Чоловіки | Чоловіки | Жінки | Жінки |
| -------- | ------- | ------- | -------- | -------- | ----- | ----- |
| одиниця  | осіб    | %       | осіб     | %        | осіб  | %     |
| все      | 9817    | 100     | 4929     | 50.21    | 4888  | 49.79 |
| міське   | 0       | 100     | 0        |          | 0     |       |
| сільське | 9817    | 100     | 4929     | 50.21    | 4888  | 49.79 |

## Сусідні гміни
Гміна Сохачев межує з такими гмінами: Брохув, Кампінос, Млодзешин, Нова-Суха, Рибно, Сохачев, Тересін.